# Distretto di Cernusco Asinario
Il distretto di Cernusco Asinario era il nome di un distretto progettato dal governo giacobino della Repubblica Cisalpina nel dipartimento d'Olona. Come molti enti simili, non trovò piena applicazione a causa del caotico periodo rivoluzionario in cui fu ideato, e venne soppresso dopo solo un anno a causa di nuovi rivolgimenti politici.

## Storia
La Costituzione della Repubblica Cisalpina progettò un nuovo ordinamento degli enti locali lombardi, partendo dal presupposto di una nuova geografia basata su una razionalizzazione illuministica anziché sui retaggi di secoli di storia. La funzione dei distretti, che andavano a sostituire l'istituto plurisecolare della pieve, sarebbe divenuto quello di svolgere le più alte funzioni municipali nelle aree di notevole parcellizzazione comunale.
Nell'area orientale milanese, quella che era stata la porzione più vicina a Milano della Pieve di Gorgonzola venne resa autonoma aggregandole Pioltello e Vimodrone. Il distretto venne classificato col numero 6.
Definito dalla legge 6 germinale anno VI, l'ente non riuscì ad avere una vera applicazione, poiché pochi mesi dopo il golpe militare riversò il primo governo giacobino sostituendolo con uno più finalizzato ad ottenere risparmi per la guerra. Il distretto di Cernusco, ritenuto troppo piccolo, venne subito cancellato a favore di circoscrizioni più ampie.

## Territorio
Il territorio del distretto era così suddiviso:
| Comuni                                            |
| Comune di Bornago                                 |
| Comune di Bussero                                 |
| Comune di Cambiago                                |
| Comune di Camporicco Comune di Cassina de' Pecchi |
| Comune di Cernusco Asinario                       |
| Comune di Pessano                                 |
| Comune di Sant'Agata                              |
| Comune di Vignate Comune di San Pedrino           |
| Comune di Pioltello                               |
| Comune di Vimodrone                               |
| Comune di San Giuliano                            |